# Ватиканисты
Ватиканисты или ватиканологи — термин, созданный во второй половине XX века для обозначения журналистов, учёных и комментаторов, изучающих Святой Престол и Римско-католическую Церковь. Особое внимание уделяется механизмам избрания и назначения, благодаря которым формируется правящая прослойка Церкви.

## Происхождение и история
На появление этого термина повлияло понятие «кремленологи», обозначавшее СМИ, учёных и экспертов, которые изучали Коммунистическую партию СССР, в частности, избрание и функционирование партийной элиты.
Как и Кремль, Святой Престол в большой степени опирается на тайны и секреты, поэтому он привлекает внимание экспертов, которые по неявным признакам стремятся определить, кто в католической Церкви поднимается по «карьерной лестнице», кто спускается по ней и за кем следует наблюдать.
Наиболее известным ватиканистом был автор и комментатор Питер Эбблефуэйт, который написал, среди прочего, биографии римских пап Иоанна XXIII и Павла VI, а также популярную книгу о событиях года трёх Римских пап (1978).
В 2005, с первыми папским выборами в эпоху круглосуточных новостей и всемирной паутины, многие ватиканисты стали известными благодаря частым интервью по телевидению и в интернете. Любители, интересующиеся Ватиканом, распространяли свои мысли и знания через блоги.